# Шакал
Шакал — узагальнена назва чотирьох видів роду Пес (Canis) з родини псові (Canidae), що мешкають в Африці, Азії та Південно-Східній Європі.
Назва «Шакал» (тур. çakal) походить від санскр. sṛgālaḥ.
Шакал займає аналогічну екологічну нішу, що й койот у Північній Америці. Невеликі або середні за розміром хижаки, що харчуються падлом і рештками. Їх довгі ноги і вигнуті ікла пристосовані для полювання на невеликих ссавців, птахів та плазунів. Здатні підтримувати швидкість 16 км /год тривалий час. Найактивніші в сутінках.
На території України, шакали з`явилися ще на початку 2000-х років, а саме в угіддях Національного природного парку «Тузловські лимани», з тих пір вони добре освоїлися на місцевості, де є досить хороші умови для їх безпечного життя та харчування. В 2021 році вони також були помічені на Закарпатті, на Херсонщині та навіть Вінниччині.
У шакалів соціальним осередком є моногамні пари, які захищають свою територію від інших пар. Ці території захищаються енергійним витисканням суперників і маркування орієнтирів навколо території сечею та калом. Територія може бути достатньо великою, щоб дозволити молоді жити з батьками доти, поки вони створять свою власну територію. Шакали іноді збираються у невеликі зграї, наприклад, задля поїдання падла, але зазвичай полюють поодинці або в парі.

## Таксономія
У 1816 році вийшов третій том Lehrbuch der Naturgeschichte Лоренца Окена, де автор знайшов достатьо подібностей між зубами шакала і північноамериканського койота і відокремив їх в новий окремий рід Thos. Але ця пропозиція не має достатньої підтримки.
Сучасні дослідження уточнили взаємини між видами шакалів. Незважаючи на зовнішню схожість, вони не всі тісно пов'язані один з одним. Смугастий шакал і чепрачний шакал близькі один до одного, але відокремились від інших африканських та євразійських диких собак та вовків приблизно 6-7 млн років тому. Звичайний шакал і ефіопський вовк є частиною того ж підроду, що й сірий вовк, домашня собака і койот. Дослідження з гібридизації пуделів й шакалів проведені в Німеччині, показав, що на відміну від вольфдогів, гібриди шакалів і собак показують зменшення народжуваності, значні проблеми комунікації, а також збільшення генетичних захворювань після трьох поколінь інтербрідінгу, на кшталт койдогів.